# Деппе, Людвиг
Людвиг Деппе (нем. Ludwig Deppe; 7 ноября 1828, Альфердиссен — 5 сентября 1890, Бад-Пирмонт) — немецкий пианист, композитор и музыкальный педагог.

## Биография
Учился игре на скрипке и фортепиано в Детмольде, с 1849 г. изучал композицию в Альтоне у Эдуарда Маркссена, затем в Лейпциге у Иоганна Христиана Лобе. С 1857 г. преподавал в Гамбурге; в 1862 году учредил здесь хоровое общество и руководил им до 1868 г. С 1871 г. руководил одним из берлинских оркестров, непродолжительное время (1886—1888) занимал пост придворного капельмейстера. Автор симфонии, театральных увертюр, хоровых сочинений.
Наибольшее значение имела педагогическая деятельность Деппе. С его именем связывают начало интереса музыкальной педагогики к анатомо-физиологическим основам работы пианиста: опираясь на появившиеся в 1885 году публикации медиков, Деппе опубликовал статью «Болезни кисти у пианиста», общая идея которой сводилась к тому, что правильное звукоизвлечение достигается не усилиями отдельных пальцев, а скоординированной работой всей руки, тогда как обратный подход ведёт к перенапряжению слабой мускулатуры пальцев. Педагогические подходы Деппе, развитые, в частности, его ученицей Элизабет Каланд, автором неоднократно переиздававшейся книги «Обучение фортепианной игре по Деппе», предвосхитили оказавшие значительное влияние на технику пианизма в XX веке методы Рудольфа Брайтхаупта, Тобайаса Маттая и др. Среди непосредственных учеников Деппе был, в частности, Эмиль фон Зауэр.